# Hennenia ditelia
Hennenia ditelia är en svampart som beskrevs av Buriticá 1995. Hennenia ditelia ingår i släktet Hennenia, ordningen Pucciniales, klassen Pucciniomycetes, divisionen basidiesvampar och riket svampar.   Inga underarter finns listade i Catalogue of Life.